# Morski psi
Morski psi (lat. Selachii, Selachimorpha), nadred kralježnjaka iz razreda hrskavičnjaka. Pripadaju i u grupu Elasmobranchii, to jest riba čiji škržni otvori su u obliku proreza te, zajedno s ražama, drhtuljama, listovima i sličnim životinjama čine podrazred Elasmobranchii.
Morski psi su mesožderi, a hrane se svime što je u blizini. Plivaju brzo, ali, za razliku od većine riba, nemaju riblji mjehur, pa moraju stalno plivati. Karnivorski morski psi uglavnom ne napadaju zubima, no većina morskih pasa tijekom života izgubi mnogo zubiju; neki morski psi tijekom života izgube 30.000 zubiju.
Veliki su od dvadesetak centimetara (pas pigmej) pa do 18 metara (gorostasna psina), iako postoje i nepotvrđeni izvještaji o gorostasnim psinama dugim čak 21 metar. Razmnožavaju se na tri načina: leženjem jaja (oviparnost), koćenjem živih mladunaca (viviparnost) ili na način da se mladi morski psi razvijaju iz jaja, ali u tijelu majke, tako da se kote razvijeni (ovoviviparnost). Na ovoviparni način također se kote neke raže.
Velike bijele psine plivaju u umjerenim morima gdje je temperatura između 12 i 30 °C. Na godinu pojedu i do 11 tona hrane.

## Podjela morskih pasa
- infrarazred Euselachii
  - nadred Selachimorpha (morski psi):
    - Carcharhiniformes Compagno, 1977 - Kučkovi
    - Heterodontiformes L. S. Berg, 1940 -
    - Hexanchiformes F. de Buen, 1926 - Volonjke
    - Lamniformes L. S. Berg, 1958 - Psine
    - Orectolobiformes Applegate, 1972 -
    - Pristiophoriformes L. S. Berg, 1958 - pilani
    - Squaliformes Goodrich, 1909 - Kosteljke
    - Squatiniformes F. de Buen, 1926 - sklatovke

1. Superordo Galeomorphi
2. Superordo Squalomorphi

## Vanjske poveznice
|  | Zajednički poslužitelj ima stranicu o temi Shark            |
|  | Zajednički poslužitelj ima još gradiva o temi Selachimorpha |
|  | Wikivrste imaju podatke o taksonu Selachimorpha             |